# Eisner-díj
Az Eisner-díj egy amerikai képregények között évente több kategóriában (jelenleg 32) átadásra kerülő díj. A képregényíró Will Eisner után lett elnevezve, aki 2005-ben bekövetkezett haláláig rendszeres közreműködője volt az átadó ünnepségeknek. A díjat a Kirby-díj 1987-ben történt megszűnése után alapították.
A díj jelöltjeit öttagú csoport állítja össze, melyekre képregény szakértők szavaznak, és a San Diegóban évente megrendezésre kerülő Comic-Con International képregényfesztiválon adják át, általában július vagy augusztus hónapban. Az esemény szervezője 1990 óta Jackie Estrada író, kiadó.

## Külső hivatkozások
- Comic-Con
- Comic Book Awards Almanac
- A díj győztesei évek szerint